# Mimadoretus leucothyreus
Mimadoretus leucothyreus är en skalbaggsart som beskrevs av Lea 1919. Mimadoretus leucothyreus ingår i släktet Mimadoretus och familjen Rutelidae. Inga underarter finns listade i Catalogue of Life.